# El malentendido
El malentendido (Le Malentendu) es una obra de teatro en tres actos de Albert Camus estrenada en 1944.

## Argumento
Jan, joven rico y enamorado cuya vida transcurre con éxito, decide renovar los vínculos con su familia, a la que ha abandonado hace algunos muchos años. Así que, junto a su esposa Maria, regresa a su ciudad natal y más concretamente a la pensión regentada por su madre y su hermana. Al no saber cómo desvelar su verdadera identidad, Jan se aloja en el albergue, esperando el momento oportuno para su declaración. Sin embargo un destino cruel le espera. Su madre y su hermana Martha tienen la costumbre de asesinar a los viajeros que pernoctan en el albergue para robarles y para obtener así los recursos necesarios para escapar de esos tristes páramos y encontrar tierras más soleadas. Jan, al no revelar su identidad, sufrirá el mismo destino que depara al resto de viajeros.

## Estreno
- Théâtre des Mathurins,[1] París, 24 de junio de 1944.
  - Dirección: Marcel Herrand.
  - Intérpretes: María Casares (María)

## La obra en España
La obra se estrenó comercialmente en España el 19 de septiembre de 1969 en el Teatro Poliorama de Barcelona, con traducción de José Escué, dirección de Adolfo Marsillach e interpretación de Fernando Guillén, Gemma Cuervo, María Luisa Ponte, Alicia Hermida y Agustín Bescos.
Fue emitida en el espacio Estudio 1, de RTVE, el 16 de febrero de 1976, con dirección y realización de Juan Guerrero Zamora, y actuación de Nuria Torray, Mercedes Prendes, Ricardo Tundidor, María Nevado y Agustín Bescos.
En 1982 fue editada por Alianza en su colección El Libro de Bolsillo.
En 1983 Martín Ferrer dirigió la reposición, con actuación del mismo Ferrer, Luisa Sala, Amparo Pamplona, Conchita Goyanes y Julio Ucendo. En 1985 se representó por la compañía Teatro Clásico en Sevilla, con un elenco integrado por María Galiana, Charo Meléndez, Elena Gasol, Alberto López y José Díaz.
En 1998 se produjo un nuevo montaje que dirigió Juan Calot, con actuación de Encarna Paso, Goizalde Núñez, Modesto Fernández, Juan Meseguer y Eva García.
En el 2013, se hizo un nuevo montaje, dirigido por Eduardo Vasco, en las Naves del Matadero, de Madrid. El montaje es un homenaje de la actriz Cayetana Guillén Cuervo a su padre, Fernando Guillén, fallecido en enero de ese mismo año y que, igual que su esposa, Gemma Cuervo, había formado parte del elenco que había representado por primera vez en España El malentendido.
Desde el mes de julio del 2014, se pudo disfrutar de una adaptación de la obra por parte de la compañía El Principal; las funciones tenían lugar en un piso, con entradas limitadas.